# دلف‌زیل
دلف‌زیل (به هلندی: Delfzijl) یک منطقهٔ مسکونی در هلند است که در خرونینگن واقع شده‌است. دلف‌زیل ۱ متر بالاتر از سطح دریا واقع شده‌است.

## خواهرخوانده
شهرهای Amsterdam، سیر، زولزت و چزناتیکو خواهرخوانده‌های دلف‌زیل هستند.